# Alfons von Czibulka

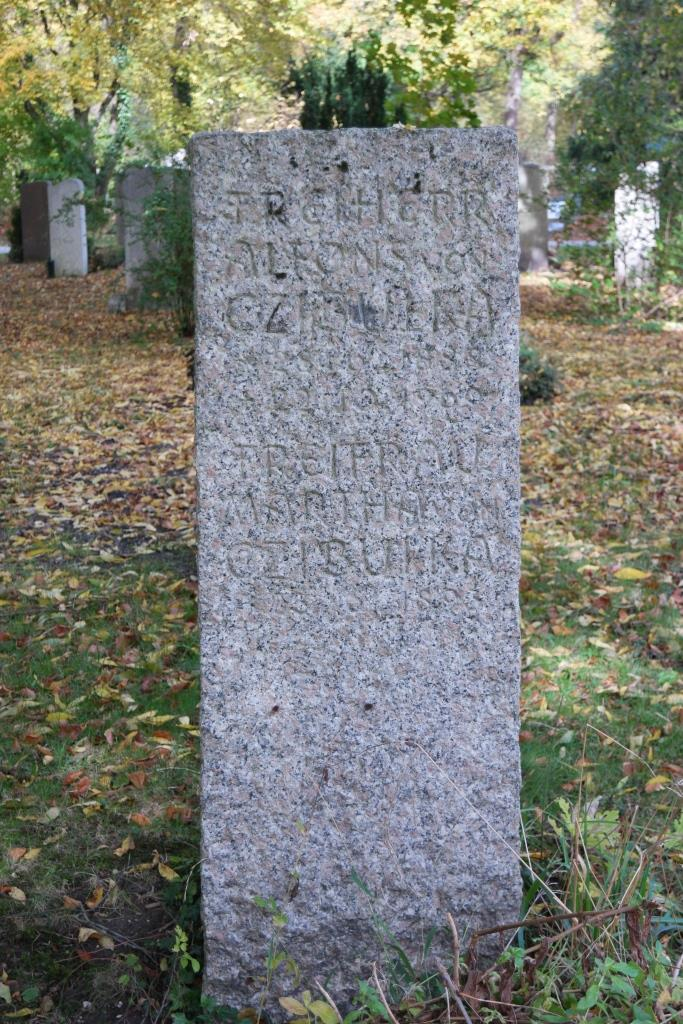
Grab von Alfons von Czibulka auf dem Münchner Westfriedhof

Alfons Freiherr von Czibulka, Pseudonym Alfons von Birnitz (* 28. Juni 1888 auf Schloss Radborsch (Ratbor) bei Kolín, Österreich-Ungarn; † 22. Oktober 1969 in München) war ein österreichisch-deutscher Schriftsteller und Maler.

## Biographie

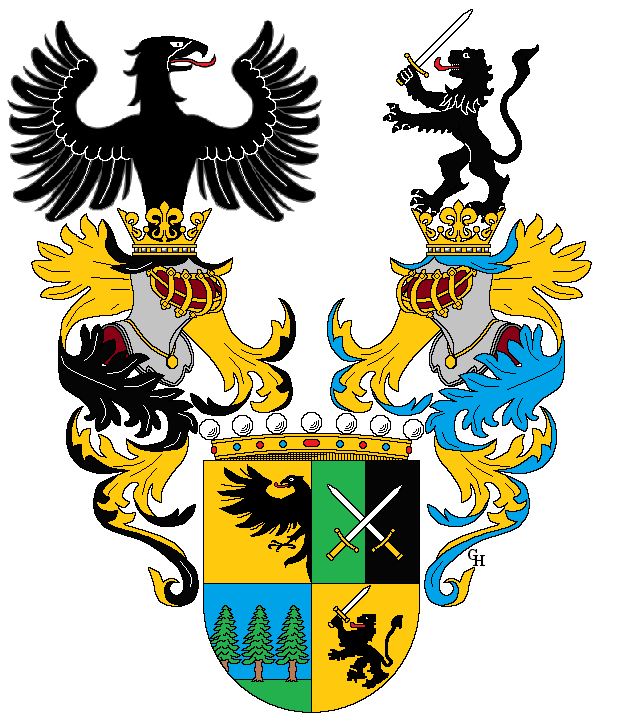
Wappen der Freiherren von Czibulka, verliehen 1882

Alfons von Czibulka war der Sohn des 1882 in den Freiherrenstand erhobenen Generals Hubert von Czibulka und dessen Ehefrau Marie von Birnitz. Seine Kindheit und Jugend verbrachte er mit seinen Eltern in den Garnisonsstädten Budapest, Prag und Wien der Monarchie Österreich-Ungarn und wurde von Privatlehrern unterrichtet. Nachdem er als Externer die Matura abgelegt hatte, besuchte er in den Jahren 1907 bis 1910 die Theresianische Militärakademie in Wiener Neustadt und verließ diese im Rang eines Lieutenant bei den Dragonern. Zwischenzeitlich beurlaubt zum Besuch der Kunstakademie in Berlin, studierte er zwischen 1912 und 1914 auch als Meisterschüler Malerei an der Kunstakademie in Breslau. Am Ersten Weltkrieg (1914–1918) nahm er im Rang eines Rittmeisters im Einsatz an der Front teil. Nach dem Krieg und dem Ende der Monarchie Österreich-Ungarn ließ er sich 1918 in München nieder, wo er als Maler berufstätig wurde und an der Akademie der Bildenden Künste München studierte.
Gleichzeitig gründete Alfons von Czibulka 1919 die Zeitschrift Der Orchideengarten und war deren Hauptschriftleiter bis 1921. Herausgeber dieser Zeitschrift für Phantastik, erotische Literatur und Grafik war Karl Hans Strobl. In dieser Zeit trat Czibulka auch als freier Schriftsteller hervor und arbeitete als Übersetzer. Sein frühes literarisches Werk veröffentlichte er zum Teil unter dem Pseudonym Alfons von Birnitz, nach dem Geburtsnamen seiner Mutter. Er erhielt 1938 den Dichterpreis der Stadt München. Nach 1945 war er Präsident der Stiftung zur Förderung des Schrifttums. Er veröffentlichte Biographien, Essays, Erzählungen und Romane, vorwiegend aus der Donaumonarchie. Seine Romane gestalten zumeist humorvoll historische Themen aus dem – wie er es bezeichnete – „versunkenen und doch unvergänglichen Altösterreich“.
Ein Teil seiner Werke wurde 1946 nach Ende des Zweiten Weltkrieges aufgrund ihrer Nähe zum Nationalsozialismus und Militarismus auf die Liste auszusondernder Literatur in der Sowjetischen Besatzungszone gesetzt.
Alfons von Czibulka ist auf dem Münchner Westfriedhof (Grab 220-1-157) bestattet.

## Werke (Auswahl)
- Gesamtverzeichnis siehe Wilhelm Kosch: Deutsches Literatur-Lexikon. Biographisches und bibliographisches Handbuch, Bd. 3, 1973
- Franzosenzeiten, München, Wieland-Verlag 1923
- Der Hundespiegel, München, Drei Masken Verlag, 1923
- Die großen Kapitäne, Berlin, Drei Masken-Verlag 1923
- Prinz Eugen, Biografie, 1927
- Große deutsche Soldaten, Berlin, Drei Masken Verlag 1933
- Der Münzturm, Roman, 1936; 1942 durch die Terra-Filmkunst unter dem Titel Andreas Schlüter verfilmt
- Der König von Ostindien im Juliusspital, seltsame Abenteuer eines Würzburger Rekruten. In: Mainfränkische Zeitung vom 20./21. Juni 1936, Nr. 169/170.
- Der Kerzelmacher von Sankt Stephan, Roman, 1937
- Prinz Eugen und das Reich, Wien, Luser 1938
- Die Österreichisch-ungarische Kriegsmarine im Weltkriege, Berlin, Leipzig: Schneider 1939
- Husarenstreiche, Stuttgart, Herold-Verlag 1939
- Kampf in den Bergen, Stuttgart, Herold-Verlag 1939
- Das Abschiedskonzert, Roman, 1944
- Die Brautfahrt nach Ungarn, heiterer Roman, C. Bertelsmann, Gütersloh 1953
- Die Handschuhe der Kaiserin, Erzählung, 1954
- Reich mir die Hand, mein Leben, Roman, 1956
- Die heilig-unheiligen Frauen vom Berge Ventoux, 2 Erzählungen, 1948

## Auszeichnungen
- Dichterpreis der Stadt München, 1938[2]

## Nachlass
Der schriftliche Nachlass von Alfons von Czibulka liegt im Literaturarchiv der Monacensia im Hildebrandhaus.